# Episodi di Colonnello March
La prima e unica stagione della serie televisiva Colonnello March è andata in onda nel Regno Unito dal 29 febbraio 1956 all'11 settembre 1956 sulla Independent Television.
| nº | Titolo originale                 | Prima TV UK       | Titolo italiano | Prima TV Italia |
| -- | -------------------------------- | ----------------- | --------------- | --------------- |
| 1  | The Sorcerer                     | 29 febbraio 1956  |                 |                 |
| 2  | The Abominable Snowman           | 7 marzo 1956      |                 |                 |
| 3  | Present Tense                    | 15 marzo 1956     |                 |                 |
| 4  | At Night All Cats are Grey       | 21 marzo 1956     |                 |                 |
| 5  | The Case of the Kidnapped Poodle | 28 marzo 1956     |                 |                 |
| 6  | The Invisible Knife              | 28 marzo 1956     |                 |                 |
| 7  | The Strange Event at Roman Fall  | 2 aprile 1956     |                 |                 |
| 8  | The Headless Hat                 | 11 aprile 1956    |                 |                 |
| 9  | The Second Mona Lisa             | 25 aprile 1956    |                 |                 |
| 10 | Death in Inner Space             | 9 maggio 1956     |                 |                 |
| 11 | The Talking Head                 | 16 maggio 1956    |                 |                 |
| 12 | The Devil Sells His Soul         | 6 giugno 1956     |                 |                 |
| 13 | Murder is Permanent              | 13 giugno 1956    |                 |                 |
| 14 | The Silent Vow                   | 20 giugno 1956    |                 |                 |
| 15 | Death and the Other Monkey       | 27 giugno 1956    |                 |                 |
| 16 | The Stolen Crime                 | 4 luglio 1956     |                 |                 |
| 17 | The SIlver Curtain               | 10 luglio 1956    |                 |                 |
| 18 | Error at Daybreak                | 17 luglio 1956    |                 |                 |
| 19 | Hot Money                        | 24 luglio 1956    |                 |                 |
| 20 | The Missing Link                 | 31 luglio 1956    |                 |                 |
| 21 | The Case of the Misguided Missal | 7 agosto 1956     |                 |                 |
| 22 | The Deadly Gift                  | 14 agosto 1956    |                 |                 |
| 23 | The Case of the Lively Ghost     | 21 agosto 1956    |                 |                 |
| 24 | Death in the Dressing Room       | 28 agosto 1956    |                 |                 |
| 25 | The New Invisible Man            | 4 settembre 1956  |                 |                 |
| 26 | Passage at Arms                  | 11 settembre 1956 |                 |                 |

## The Sorcerer
- Prima televisiva: 29 febbraio 1956
- Diretto da: Bernard Knowles
- Scritto da: Paul Monash
- Soggetto di: John Dickson Carr

### Trama
- Guest star: Gerald Heinz (dottore Patten), Phil Brown (Brian Hayes), Lily Kann (Mrs Patten), Eileen Erskine (Mrs Cusby), Robert Adair (Cusby)

## The Abominable Snowman
- Prima televisiva: 7 marzo 1956
- Diretto da: Bernard Knowles
- Scritto da: Leslie Slote
- Soggetto di: John Dickson Carr

### Trama
- Guest star: Olaf Pooley (Carlmeddy), Doris Nolan (Mary Gray), Alec Mango (Narbu), Ivan Craig (Osborne), Peter Bathurst (maggiore Brian Forbes-Williams)

## Present Tense
- Prima televisiva: 15 marzo 1956
- Diretto da: Bernard Knowles
- Scritto da: Peter Green
- Soggetto di: John Dickson Carr

### Trama
- Guest star: Mary Parker (Emily), John Laurie (dottore Brandon), Doris Hare (Lydia), Peter Reynolds (Ernest), Phil Brown (Gordon)

## At Night All Cats are Grey
- Prima televisiva: 21 marzo 1956
- Diretto da: Philip Brown
- Scritto da: Leslie Slote
- Soggetto di: John Dickson Carr

### Trama
- Guest star: Peter Dyneley (Red Darrow), Lucienne Hill (Fleur), Isobel George (Fleur), Frances Rowe (Madame Jeanpierre), Eileen Moore (Ivette), Christopher Lee (Jean Pierre)

## The Case of the Kidnapped Poodle
- Prima televisiva: 28 marzo 1956
- Diretto da: Bernard Knowles
- Scritto da: Arthur Berstock
- Soggetto di: John Dickson Carr

### Trama
- Guest star: Eliot Makeham (1st Judge), Kit Terrington (Willie), Michael Shepley (Sir Nigel), Cameron Hall (2nd Judge), John Boxer (Heather), Doris Nolan (Linda)

## The Invisible Knife
- Prima televisiva: 28 marzo 1956
- Diretto da: Terence Fisher
- Scritto da: Leslie Slote
- Soggetto di: John Dickson Carr

### Trama
- Guest star: Hubert Gregg (Pennacott), Leslie Weston (Hays), Henrietta Edwards (Alice), Mark Baker (The Salesman)

## The Strange Event at Roman Fall
- Prima televisiva: 2 aprile 1956
- Diretto da: Bernard Knowles
- Scritto da: Paul Monash
- Soggetto di: John Dickson Carr

### Trama
- Guest star: Russell Waters (Hocksby), John McLaren (Peter Ford), Philip Friend (professore John Hamilcar), Rachel Kempson (Helen Rune), Lionel Murton (Ben Crowder)

## The Headless Hat
- Prima televisiva: 11 aprile 1956
- Diretto da: Arthur Crabtree
- Scritto da: Leslie Slote
- Soggetto di: John Dickson Carr

### Trama
- Guest star: Betty Paul (Mrs Sargeant), Ina De La Haye (The Shop Assistant), Donald Cashfield (The Waiter), Miki Averi (The Customer), Marne Maitland (ispettore Toro)

## The Second Mona Lisa
- Prima televisiva: 25 aprile 1956
- Diretto da: Arthur Crabtree
- Scritto da: Peter Green
- Soggetto di: John Dickson Carr

### Trama
- Guest star: Frederick Lester (constable), Robert Ayres (Wyatt), Alan Wheatley (O'Brien), Alakija (Achmed), George Margo (Rogers), Eric Pohlmann (Emir)

## Death in Inner Space
- Prima televisiva: 9 maggio 1956
- Diretto da: Phil Brown
- Scritto da: Leslie Slote
- Soggetto di: John Dickson Carr

### Trama
- Guest star: Michael Allan (Phillip), Rosalie Crutchley (Annette), Karel Štěpánek (Hodek), Christopher Rhodes (Rochel), Peter Illing (Lavois)

## The Talking Head
- Prima televisiva: 16 maggio 1956
- Diretto da: Paul Gherzo
- Scritto da: Leslie Slote
- Soggetto di: John Dickson Carr

### Trama
- Guest star: Peter Asher (Andrew Barton), Helen Christie (Mrs. Barton), Hugh Williams (Harold Hartley), Hugh Griffith (dottor Ivy), Mary Clare (Mrs. Wrigley)

## The Devil Sells His Soul
- Prima televisiva: 6 giugno 1956
- Diretto da: Arthur Crabtree
- Scritto da: Arthur Berstock
- Soggetto di: John Dickson Carr

### Trama
- Guest star: Alfred Burke (Minister), Michael Alexander (dottor Walker), Patricia Laffan (Jane), Ann Hanslip (Emily), Patrick Barr (Horton), Basil Appleby (George Trevor), Ernest Clark (dottor John Walker)

## Murder is Permanent
- Prima televisiva: 13 giugno 1956
- Diretto da: Arthur Crabtree
- Scritto da: Leslie Slote
- Soggetto di: John Dickson Carr

### Trama
- Guest star: Patrick Holt (Paul), Neal Arden (Joseph), Margaret Halstead (Mrs. Greer), Ruth Shiell (Annette), Elspet Gray (Johanna Greer), Nora Gordon (Mary)

## The Silent Vow
- Prima televisiva: 20 giugno 1956
- Diretto da: Bernard Knowles
- Scritto da: Peter Green
- Soggetto di: John Dickson Carr

### Trama
- Guest star: Stan Watson (chitarrista), Carl Jaffe (padre Mendes), Anton Diffring (Francois), Zena Marshall (Madeleine), Eugene Deckers (Phillippe), Martin Benson (Jacques), Marne Maitland (Gaston), Eric Pohlmann (ispettore Goron)

## Death and the Other Monkey
- Prima televisiva: 27 giugno 1956
- Diretto da: Bernard Knowles
- Scritto da: Leslie Slote
- Soggetto di: John Dickson Carr

### Trama
- Guest star: John Schlesinger (Cook), Victor Platt (Clarence), Ann Gudrun (Nell), Percy Marmont (Sir George Watkins), Richard Burrell (Guy)

## The Stolen Crime
- Prima televisiva: 4 luglio 1956
- Diretto da: Arthur Crabtree
- Scritto da: Paul Tabori
- Soggetto di: John Dickson Carr

### Trama
- Guest star: Amy Dalby (Josephine), Josephine Douglas (Jennifer Lane), Walter Horsburgh (Butler), Glyn Houston (Peter Ridgway)

## The Silver Curtain
- Prima televisiva: 10 luglio 1956
- Diretto da: Bernard Knowles
- Scritto da: Leslie Slote
- Soggetto di: John Dickson Carr

### Trama
- Guest star: Eric Pohlmann (ispettore Goron), Arthur Hill (Jerold Winton), John Chandos (dottor Herbert), Anton Diffring (Davos), Christine Pollon (Eleanor)

## Error at Daybreak
- Prima televisiva: 17 luglio 1956
- Diretto da: Phil Brown
- Scritto da: Leslie Slote
- Soggetto di: John Dickson Carr

### Trama
- Guest star: Adrienne Corri (Clara), Lloyd Lambie (Kane), Robert Brown (Hastings), Patricia Marmont (Marion), Richard O'Sullivan (Roger)

## Hot Money
- Prima televisiva: 24 luglio 1956
- Diretto da: Donald Ginsberg
- Scritto da: Leo Davis
- Soggetto di: John Dickson Carr

### Trama
- Guest star: John Hewer (John Parrish), Joan Sims (Marjorie Dawson), Ronald Leigh-Hunt (Bowler)

## The Missing Link
- Prima televisiva: 31 luglio 1956
- Diretto da: Arthur Crabtree
- Scritto da: Leslie Slote
- Soggetto di: John Dickson Carr

### Trama
- Guest star: Douglas Herald (guardia), Peter Coke (Tom Grafton), Joseph Tomelty (Braden), Stuart Lindsell (Sir Henry Danier), Peter Goss (tecnico), Jack Watson (poliziotto), Helen Cherry (Evelyn Innes)

## The Case of the Misguided Missal
- Prima televisiva: 7 agosto 1956
- Diretto da: Bernard Knowles
- Scritto da: Leslie Slote
- Soggetto di: John Dickson Carr

### Trama
- Guest star: Trader Faulkner (Garrick), John Arnatt (professore Wesley), Chan Canasta (Canasta), Anthony Newley (Ned Young), Jane Griffiths (Nancy Pembroke)

## The Deadly Gift
- Prima televisiva: 14 agosto 1956
- Diretto da: Bernard Knowles
- Scritto da: Paul Monash
- Soggetto di: John Dickson Carr

### Trama
- Guest star: George Coulouris (Harwood), John Gabriel (Jeweller), Sandra Dorne (Rosie), Tommy Duggan (Lawton)

## The Case of the Lively Ghost
- Prima televisiva: 21 agosto 1956
- Diretto da: Bernard Knowles
- Scritto da: Leslie Slote
- Soggetto di: John Dickson Carr

### Trama
- Guest star: Susan Buret (infermiera), Tristan Rawson (Lord Hibbing), Dulcie Bowman (Fortescue), Tony Wright (Terry Fortescue), Virginia Downing (Mrs. Fortescue), Enid Lorimer (Victoria Hibbing), Genine Graham (Madame Richter)

## Death in the Dressing Room
- Prima televisiva: 28 agosto 1956
- Diretto da: Donald Ginsberg
- Scritto da: Leo Davis
- Soggetto di: John Dickson Carr

### Trama
- Guest star: Sheila Burrell (Joan Forsythe), Richard Wattis (Cabot), Dana Wynter, Sonya Hana

## The New Invisible Man
- Prima televisiva: 4 settembre 1956
- Diretto da: Donald Ginsberg
- Scritto da: Leo Davis
- Soggetto di: John Dickson Carr

### Trama
- Guest star: Bernard Rebel, Roger Maxwell, Anthony Forwood (Jim Hartley), Patricia Owens (Betty Hartley)

## Passage at Arms
- Prima televisiva: 11 settembre 1956
- Diretto da: Arthur Crabtree
- Scritto da: Leslie Slote

### Trama
- Guest star: Gaylord Cavallaro (Lawrence), Marc Sheldon (Marcel), Laurence Payne (Dollus), Rachel Gurney (Martha), Paul Hansard (Rene), Edward Cast (Carter), Michael Godfrey (Charles), Bruce Seton (Hartnett), Eric Pohlmann (ispettore Goron)* Soggetto di: John Dickson Carr